# Leignes-sur-Fontaine
Leignes-sur-Fontaine – miejscowość i gmina we Francji, w regionie Nowa Akwitania, w departamencie Vienne.
Według danych na rok 1990 gminę zamieszkiwało 467 osób, a gęstość zaludnienia wynosiła 14 osób/km² (wśród 1467 gmin regionu Poitou-Charentes Leignes-sur-Fontaine plasuje się na 575. miejscu pod względem liczby ludności, natomiast pod względem powierzchni na miejscu 130.).